# Belemnia lydia
Belemnia lydia är en fjärilsart som beskrevs av Druce 1896. Belemnia lydia ingår i släktet Belemnia och familjen björnspinnare. Inga underarter finns listade i Catalogue of Life.